# Peter Conrad
Peter Conrad (12 de abril de 1945-Lincoln, 3 de marzo de 2024) fue un sociólogo y médico estadounidense que ha investigado y publicado sobre numerosos temas como el TDAH , la medicalización de la desviación, la experiencia de la enfermedad, el bienestar en el lugar de trabajo, la genética en la noticias y mejoras biomédicas.

## Biografía
Se crio en New Rochelle, Nueva York. Ha sido miembro de la facultad en la Universidad de Brandeis desde 1979 y desde 1993 ha sido Profesor de Ciencias Sociales. Recibió su licenciatura en Sociología en la Universidad Estatal de Nueva York en Buffalo (1967), MA, de Northeastern University (1970) y Ph.D. en Sociología por la Universidad de Boston en 1976. 
Antes de Brandeis, fue profesor en la Universidad de Suffolk en Boston, Massachusetts (1971-75) y la Universidad de Drake en Des Moines, Iowa (1975-78). En Brandeis se desempeñó como director del Departamento de Sociología durante nueve años y desde 2002 como presidente del programa interdisciplinario "Salud: Ciencia, Sociedad y Política" (HSSP). También ha sido profesor visitante en la New York University , la Universidad Gadjah Mada (Yogyakarta , Indonesia), Universidad de Londres, Royal Holloway, y la Universidad de Queen en Belfast (Irlanda del Norte ).
Conrad es el autor de más de un centenar de artículos y capítulos y una docena de libros, incluyendo la identificación de niños hiperactivos: la medicalización de la conducta desviada (1975, 2004), Desviación y medicalización: De Maldad de enfermedad (con Joseph W. Schneider, 1980, 1992 ), Visto Epilepsia: La experiencia y el Control de las Enfermedades (1983) y la medicalización de la sociedad: en la transformación de las condiciones humanas en trastornos tratables (2007). Tiene también numerosos volúmenes editados o coeditado, incluidos Manual de Sociología Médica, 5 ª edición (2000) y ocho ediciones de Sociología de la Salud y la Enfermedad: Perspectivas Críticas (1981-2009), un texto ampliamente usado para estudiantes de pregrado.
Ha recibido numerosos honores académicos incluyendo el Premio Charles Horton Cooley (1981) para Deviance y medicalización, una distinguida beca Fulbright (1997), el Premio Leo G. Reeder (2004) de la American Sociological Association por "contribuciones distinguidas a la sociología médica" y el Premio del Fundador de Lee (2007) hecho en reconocimiento de los logros significativos que, a lo largo de una carrera distinguida, han demostrado dedicación continua a los ideales de los fundadores de la Sociedad para el Estudio de los Problemas Sociales y en especial a la tradición humanista de Alfred McClung Lee y Elizabeth Briant Lee.